# Средња вас–Гориче
Средња вас–Гориче (словен. Srednja vas–Goriče) је насељено место у општини Крањ, Горењска регија, Словенија.

## Историја
До територијалне реорганизације у Словенији била је у саставу старе општине Крањ.

## Становништво
У попису становништва из 2011. године, Средња вас–Гориче је имала 82 становника.
| Број становника према пописима | Број становника према пописима | Број становника према пописима |
| ------------------------------ | ------------------------------ | ------------------------------ |
| 1991                           | 2002                           | 2011                           |
| 82                             | 94                             | 82                             |

Напомена: До 1953. исказивано под називом Средња вас.